# Disonancia

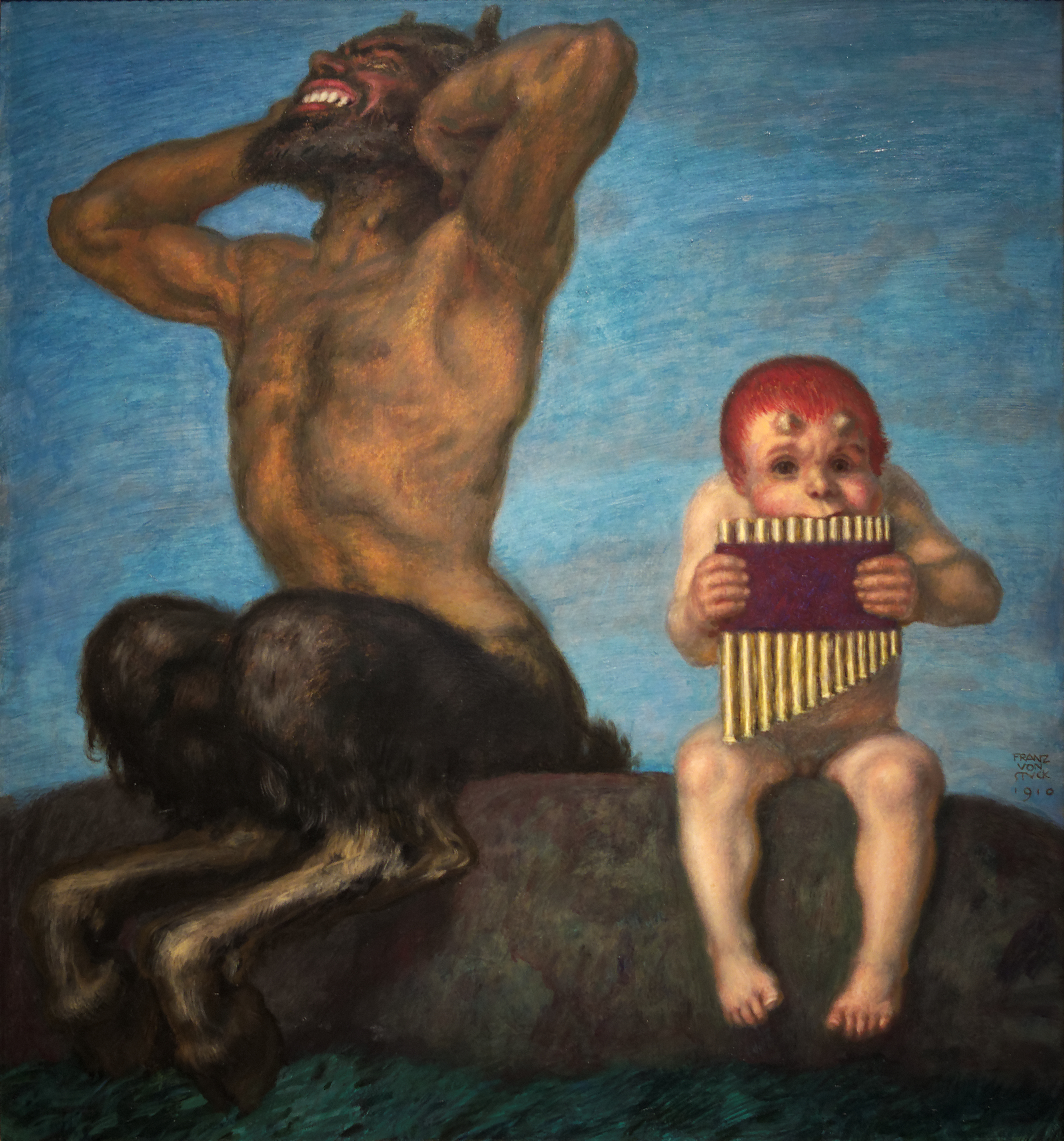
Disonancia, Franz von Stuck (1910)

Dentro de la tradicional musical occidental, la disonancia es la cualidad de tensión inherente en un intervalo o acorde que, en un contexto tonal o modal tradicional, involucra un choque entre dos o más notas, y que en algunos contextos armónicos puede esperarse una determinada resolución. La Real Academia Española(RAE) define disonancia como "acorde no consonante". El concepto opuesto al de disonancia es el de consonancia. 
Usualmente, se consideran como disonancias los intervalos de segunda menor, segunda mayor, séptima menor y séptima mayor y todos los intervalos aumentados y disminuidos. Esto incluye el tritono —aceptado actualmente tanto como cuarta aumentada como quinta disminuida— en el extremo de la tabla, aunque siempre se ha considerado una disonancia muy particular. También se consideran disonantes los intervalos compuestos que derivan de ellos y los intervalos aumentados y disminuidos que resultan de intervalos consonantes enarmónicos.